# Il ritorno di Buffalo Bill
Il ritorno di Buffalo Bill (Percy, Buffalo Bill och jag) è un film del 2005 diretto da Anders Gustafsson, tratto dal libro "Io, il mio amico Percy e Buffalo Bill" di Ulf Stark.

## Trama
Ulf e Percy sono due amici che stipulano un "patto di sangue", giurando inseparabilità ed eterna amicizia.
Durante l'estate Ulf va in vacanza con la sua famiglia su un'isola della Svezia dove vivono i suoi nonni. Il nonno è un tipo arrogante e si dimostra subito inospitale, ma viene persuaso dalla nonna. Sull'isola vive anche Pia, amica d'infanzia di Ulf che ne è segretamente innamorato. Un giorno viene a sapere che Percy lo sta raggiungendo sull'isola, provocando la rabbia della famiglia nei confronti di Ulf che avrebbe dovuto avvertire. Percy si presenta come un tipo spigliato e loquace, provocando anche degli scherzi nei confronti del burbero nonno.
Il nonno, dopo un po', inizia a sciogliersi e si rivolge ai due ragazzini, raccontando loro in particolare di un episodio della sua vita in cui ha incontrato Buffalo Bill e ha conosciuto sua moglie. Intanto Pia, nonostante il duro lavoro che le spetta insieme alla madre, prova simpatia più per Percy che per Ulf e ciò rende quest'ultimo molto geloso. Chiede aiuto al suo amico per conquistarla, ma senza successo. Diventa ancor più geloso quando anche il nonno prende più in considerazione Percy. Alla fine Ulf, durante un pranzo all'aperto, scaccia via Percy che, arrabbiato e deluso, prende un battello e se ne va. Intanto il nonno si sente male dopo uno sforzo nel gettare sul mare una grossa pietra che stava cercando di rimuovere dal suo giardino da molto tempo e, rivolgendosi a Ulf, gli consiglia di non farsi sopraffare dalla rabbia in quanto lui stesso ha sprecato parte della sua vita e del suo matrimonio nell'arroganza. Al porto Ulf scopre che Percy è tornato indietro e che ha deciso di perdonarlo e raggiungono il nonno che, pian piano, ha acquisito un aspetto simile a Buffalo Bill dato che non si è tagliato la barba come invece era solito fare.

## Distribuzione
- 13 settembre 2005 in Danimarca
- 30 settembre in Svezia (Percy, Buffalo Bill och jag)
- 16 febbraio 2006 nei Paesi Bassi
- 23 aprile in Canada
- 6 maggio in Grecia
- 24 agosto in Finlandia

## Riconoscimenti
- 2006 - Guldbagge
  - Candidatura a miglior attore non protagonista a Börje Ahlstedt